# Tennis Masters Cup 2007
La Tennis Masters Cup Shanghai 2007, va ser la XXXVIII edició del torneig. Es va jugar entre l'11 i el 18 de novembre de 2007. Roger Federer era el defensor del títol que va revalidar guanyant a la final al valencià David Ferrer en 3 sets.

## Carrera de Campions 2007
|                              | Jugador      | Open Austràlia | Indian Wells | Miami | Monte Carlo | Roma | Hamburg | Roland Garros | Wimbledon | Canadà | Cincinnati | US Open | Madrid | París | 5 millors | Puntos Totales |
| ---------------------------- | ------------ | -------------- | ------------ | ----- | ----------- | ---- | ------- | ------------- | --------- | ------ | ---------- | ------- | ------ | ----- | --------- | -------------- |
| Bandera de Suïssa            | R. Federer   | 200            | 1            | 15    | 70          | 15   | 100     | 140           | 200       | 70     | 100        | 200     | 70     | 15    | 110       | 1306           |
| Bandera de les Illes Balears | R. Nadal     | 50             | 100          | 25    | 100         | 100  | 70      | 200           | 140       | 45     | 1          | 30      | 25     | 70    | 151       | 1117           |
| Sèrbia                       | N. Đoković   | 30             | 70           | 100   | 15          | 25   | 25      | 90            | 90        | 100    | 1          | 140     | 45     | 7     | 162       | 900            |
| Rússia                       | N. Davidenko | 50             | 15           | 7     | 1           | 45   | 15      | 90            | 30        | 25     | 45         | 90      | 0      | 15    | 117       | 545            |
| Estats Units d'Amèrica       | A. Roddick   | 90             | 45           | 25    | 0           | 15   | 0       | 1             | 50        | 25     | 15         | 50      | 0      | 0     | 150       | 466            |
| País Valencià                | D. Ferrer    | 30             | 25           | 15    | 25          | 1    | 25      | 15            | 7         | 7      | 25         | 90      | 1      | 25    | 159       | 450            |
| Xile                         | F. González  | 140            | 15           | 7     | 1           | 70   | 25      | 1             | 15        | 1      | 1          | 1       | 25     | 7     | 78        | 387            |
| França                       | R. Gasquet   | 30             | 15           | 7     | 25          | 7    | 7       | 7             | 90        | 1      | 1          | 7       | 1      | 45    | 123       | 366            |
| Catalunya                    | T. Robredo   | 50             | 1            | 25    | 15          | 25   | 1       | 50            | 7         | 1      | 1          | 15      | 1      | 25    | 136       | 353            |
| Argentina                    | J.I. Chela   | 15             | 25           | 25    | 7           | 25   | 7       | 7             | 7         | 1      | 7          | 50      | 1      | 1     | 107       | 285            |

- David Nalbandian va renunciar a ser suplent de la competició de la mateixa manera que els 9 tenistes classificats entre Tommy Robredo i Juan Ignacio Chela, d'aquesta manera aquests dos són els suplents que van assistir a Shanghai.

| Jugadors classificats |
| Jugadors suplents     |

## Fase de grups

### Grup Vermell
| Nº | Jugador           |
| -- | ----------------- |
| 1  | Roger Federer     |
| 4  | Nikolai Davidenko |
| 5  | Andy Roddick      |
| 7  | Fernando González |

#### Posicions
| #  | Jugador           | Partits guanyats | Partits perduts | Sets guanyats | Sets perduts |
| -- | ----------------- | ---------------- | --------------- | ------------- | ------------ |
| 1. | Roger Federer     | 2                | 1               | 5             | 2            |
| 2. | Andy Roddick      | 2                | 1               | 4             | 3            |
| 3. | Nikolai Davidenko | 1                | 2               | 3             | 4            |
| 4. | Fernando González | 1                | 2               | 2             | 5            |

#### Resultats
| Guanyador         | Adversari         | Resultat         |
| ----------------- | ----------------- | ---------------- |
| Andy Roddick      | Nikolai Davidenko | 6-3, 4-6, 6-2    |
| Fernando González | Roger Federer     | 3-6, 7-6(1), 7-5 |
| Roger Federer     | Nikolai Davidenko | 6-4, 6-3         |
| Andy Roddick      | Fernando González | 6-1, 6-4         |
| Nikolai Davidenko | Fernando González | 6-4, 6-3         |
| Roger Federer     | Andy Roddick      | 6-4, 6-2         |

### Grup Daurat
| Nº | Jugador         |
| -- | --------------- |
| 2  | Rafa Nadal      |
| 3  | Novak Đoković   |
| 6  | David Ferrer    |
| 8  | Richard Gasquet |

#### Posicions
| #  | Jugador         | Partits guanyats | Partits perduts | Sets guanyats | Sets perduts |
| -- | --------------- | ---------------- | --------------- | ------------- | ------------ |
| 1. | David Ferrer    | 3                | 0               | 6             | 1            |
| 2. | Rafa Nadal      | 2                | 1               | 5             | 2            |
| 3. | Richard Gasquet | 1                | 2               | 3             | 4            |
| 4. | Novak Đoković   | 0                | 3               | 0             | 6            |

#### Resultats
| Guanyador       | Adversari       | Resultat      |
| --------------- | --------------- | ------------- |
| Rafa Nadal      | Richard Gasquet | 3-6, 6-3, 6-4 |
| David Ferrer    | Novak Đoković   | 6-4, 6-4      |
| Richard Gasquet | Novak Đoković   | 6-4, 6-2      |
| David Ferrer    | Rafa Nadal      | 4-6, 6-4, 6-3 |
| Rafa Nadal      | Novak Đoković   | 6-4, 6-4      |
| David Ferrer    | Richard Gasquet | 6-1, 6-1      |

### Semifinals
| Data     | Partit        | Partit | Partit        | Resultat |
| -------- | ------------- | ------ | ------------- | -------- |
| 17.11.07 | Roger Federer | 2-0    | Rafa Nadal    | 6-4, 6-1 |
| 17.11.07 | Andy Roddick  | 0-2    | [David Ferrer | 1-6, 3-6 |

### Final
| Data     | Partit        | Partit | Partit       | Resultat      |
| -------- | ------------- | ------ | ------------ | ------------- |
| 18.11.07 | Roger Federer | 3-0    | David Ferrer | 6-2, 6-3, 6-2 |